# Клан Страчан
Клан Страчан (англ. — Clan Strachan, гэльск. — Clan Strathaen) — один из кланов равнинной части Шотландии (Лоуленд). Клан владел землями в Абердиншире. Сегодня клан не имеет признанного герольдами Шотландии вождя, поэтому клан называется в Шотландии «кланом оруженосцев». Сейчас ведутся дебаты по должности вождя клана и дебаты на тему считать клан Страчан кланом Лоуленда или кланом Хайленда — горной части Шотландии.
- Девиз клана: Non timeo, sed caveo (лат.) — «Не страшусь, но остерегаюсь» (I do not fear, but I am cautious
- Военный клич: Clachnaben! — Клахнабен!
- Последний вождь клана: сэр Ричард Страчан (27 октября 1760 — 3 февраля 1828)
- Командир клана: Чарльз Роберт Лунд Страчан (Роб Страхан) (род. 5 июня 1960) с 2014 года.

## История клана Страчан

### Происхождение клана Страчан
Происхождение названия клана Страчан территориальное — еще в очень давние времена земля, которой владел клан называлась Страчан. Поселок Страчан расположен примерно в 20 милях к северо-западу от Абердина, в Грампианских горах Шотландии.
Земля Стачан около двадцати миль в длину, простирается от границ прихода Дуррис на востоке; до горы Бетток на западе; и двенадцать миль в ширину, от Кайрн о Моунт на юге, к реке Ди, которая составляет северную границу этой земли, и отделяет его от прихода Бенхори-Тернан. Земля занимает площадь 56,362 акров.
Слово Страчан является английским вариантом слова гэльского языка. Гэльское слово strath — страх — значит «широкая долина». Гэльское слово aven — авен означает «река». Кроме того, это слово означает конкретную притока реки Ди. То есть название земли переводится как «широкая долина реки».
Во времена короля Вильгельма Льва эти земли были королевскими владениями, леса земель Старачан были своего рода королевским заповедником — местом королевской охоты. Король даровал эти земли Уильяму Гиффарду Летингтону, присоединив таким образом их к баронства Эстер. Уильяма Гиффарда как владельцу этих земель заменил Ранульф де Стачан где-то примерно в 1189—1211 годах. Потомки Ранульфа де Страчан стали непосредственными вассалами короны. Вальтеоф де Страчан — преемник или наследник Ранульфа имел какое-то отношение к землям Файф, потому что он подарил часть земель Страчан монастырю святого Андрея около 1230 года.
В 1230—1240 годах сэр Валдев де Страчан упоминается в королевских грамотах по земельной собственности как свидетель. В этих документах, в частности говорится: "Алисия дочь Джона, сына Ранульфа, с согласия своего сына и наследника Джона, дает, как должное, и этой грамотой подтверждает для Благословенной королевы Маргарет и Данфермлинского аббатства, свободной, чистой и вечной милостыней шесть акров земли с имений Крамонд … "Таким образом, возможно, что вожди клана Страчан были кровно связаны с кланом Крамонд.
Согласно историческим документам, можно предположить, что вождь клана Страчан женился на девушке из семьи де Квинси (1196—1264), и получил не менее половины земель Бет Валдев. Элизабет де Квинси вышла замуж за Александра Комина, графа Бьюкена, и если этот тезис верен, то клан Страчан находился в родстве с Александром Комином и Джоном Комином, графом Бьюкеном.
В 1264 году Ранульф де Страчан получил титул виконта и должность шерифа Банффшира. Это тоже подтверждает родство вождей клана Страчан с Александром Комином, потому что эти титулы и должности являются наследственными.
В 1268 году Элизабет, графиня Бьюкен, формально одобрила назначение наследниками Ранульфа и Майкла де Страчана и Уильям Комина, которого назвали «Черным Комином» (вероятно, брат графа Баденокха и двоюродный брат графа Бьюкена), чтобы они получили ее недвижимость от ее имени.

### XIV век — Война за независимость Шотландии
Во времена войны за независимость Шотландии клан Страчан как непосредственный вассал короля поддержал законных претендентов на трон королей Шотландии — сначала Джона Баллиоля в 1292 году, а затем Джона Рыжего Комина в 1306 году. Когда Роберт Брюс убил Джона Рыжего Комина на алтаре церкви аббатства Грейфриарс, новым законным наследником трона Шотландии считался Джон Комин.
Роберт Брюс сжег деревянный замок Страчан на горе, который сейчас называется Кастелхилл Страчан в 1308 году. Клан Комин и его союзники, включая клан Стачан, потерпели поражение в битве под Инверури в 1308 году. После битвы под Бэннокбёрне в 1314 году клан Страчан попал в немилость короля Роберта Брюса — земли клана были конфискованы и переданы сэру Александру Фрейзеру, тану клана Коуи в 1316 году.
В 1325 году Александр Страчан — сын и наследник Джона Страчана и его жена Кристина, дочь Моля Панмура, получили в собственность земли Кармиллы, Друмнадих, Гакврандром и половину земель Лохлайр.
17 октября 1346 году состоялась битва при Невиллс-Кроссе, к западу от Дарема. Король Шотландии Давид II, сын и наследник Роберта Брюса, был ранен в лицо двумя стрелами и попал в английский плен. Вождь клана Страчан — Александр Страчан и его сын погибли, воюя рядом с графом Бьюкеном, как и все кто был в этом полку под непосредственным командованием короля Шотландии Давида.
Около 1350 года многие шотландские кланы, земли которых были в свое время конфискованы Робертом Брюсом, пытались исправить положение и вернуть себе утраченные земли. В это время возникли пять новых линий клана Страхан — Кнок, Гленкинди, Торнтон, Лентурк.

### XVII—XVIII века
Сэр Александр Страчан из Торнтона получил титул баронета Новой Шотландии от короля Карла I Стюарта в 1625 году. Титул баронета получил и его дальний родственник — сэр Джеймс Страчан из Инхтутулла. Сэр Джеймс Страчан, происходит, как полагают, от старшей линии клана Монбоддо, был хранителем Великой Печати в 1663 году.
В 1683 году сэр Джеймс продал имения Торнтон отцу своей жены — Роберту Форбсу. Дискуссионно, было ли это вызвано финансовыми проблемами, или какими-то другими причинами.
Старший сэр Джеймс продолжил свое служение в землях Кейт, пока он не был там убит по решению по Тайного совета в 1689 году, потому что он отказался молиться за короля Вильгельма Оранского и королеву Марию, а вместо того молился за восстановление власти короля Якова II. Вожди клана Страчан всегда были роялистами и якобитами. Сэр Джеймс Страчан умер в Инвернессе в 1715 году.
Его сын и наследник, также названный сэром Джеймсом, доверил своих трех дочерей и их воспитание отцу своей жены — Барбары Форбс. Сэр Джеймс присоединился к армии Хайленда во время восстания якобитов в поддержку свергнутого короля Якова II. Таким образом, очевидно роялистские убеждения передавались от отца к сыну. 27 июля 1689 года горцы под руководством виконта Данди встретились и разбили армию генерала Хью Маккея в битве под Килликранки. К сожалению, виконт Данди — надежда повстанцев якобитив был убит в час своей победы. Среди погибших горцев был также Джеймс Страчан из Торнтона.
Родственник Страчан из Торнтона — Александр Страчан из Гленкинди был известен как «Большой Ковенантор» (умер 1674). Эта верность идеи шотландского трона была передана его внуку — сэр Патрик был брошен в тюрьму как участник восстания якобитов во время первого восстания в 1715 году, но затем был освобожден.
К 1745 году — новому восстания якобитов и битве при Каллодене все ветви клана Страчан вымерли, хотя есть боковые потомки линии из Торнтона, которые в настоящее время проживают в Лондоне. Но во время битвы при Каллодене в рядах якобитов было много людей из клана Страчан. Тело Джона Страчана было идентифицировано среди погибших в битве при Каллодене.

### Наполеоновские войны
В XIX веке во время Наполеоновских войн адмирал сэр Ричард Страчан (1760—1828), 6-й баронет из прямой линии вождей клана Страчан (с 1777 года), командовал эскадрой. 2 ноября 1805 его эскадра захватила четыре французских линкора, которые уцелели после триумфа лорда Нельсона в битве при Трафальгаре. Сэр Ричард захватил все французские корабли с небольшими потерями. Он был награжден Ордена Бани. 67-летний сэр Ричард Страчан умер в 1829 году, не оставив наследника мужского пола.
Последним вождем клана Страчан был сэр Ричард Джон Страчан, скончавшийся в 1828 году, не оставив потомков мужского пола. Сейчас идут споры о должность вождя клана Страчан.

## Септыклана
- Strachan (mainly Scots), Straghan (mainly Irish), or Strahan (both) and Strawn (American). Strachen, Strachn, Straughan, Strawhun, Straun, Strane, Stracon, Strahin, Strain, Strong, Strongman, Stronger, Strang, Stronge, Strang, Strange, Strangeman, Straughn, Strauchon, Stranahan[2].